# Džálaur
Džálaur (hindsky जालौर, anglicky Jalor, Jalore i Jalaur) je město v Rádžasthánu, jednom z indických svazových států. K roku 2011 v něm žilo přes 54 tisíc obyvatel.

## Poloha
Džálaur leží u úpatí západního výběžku pohoří Arávalí v nadmořské výšce 170 metrů. Je vzdálen přibližně 140 kilometrů jižně od Džódhpuru a bezmála 500 kilometrů jihozápadně od Džajpuru, hlavního města Rádžasthánu.

## Obyvatelstvo
Většina obyvatel (přibližně 86 %) vyznává hinduismus. Druhé nejběžnější vyznání je islám (10,5 %) a následuje džinismus (2,5 %).